# أغلبية أمريكية
الأغلبية الأمريكية (American Majority) هي منظمة غير ربحية تقدم تدريبًا سياسيًا للنشطاء والمرشحين المحافظين في انتخابات الولايات والانتخابات المحلية. وهي مسجلة تحت قانون 501(c)(3) باعتبارها منظمة غير ربحية، وتصف نفسها على أنها «معهد للتدريب السياسي غير محازب ورسالته المعلنة هي تدريب وتأهيل شبكة محلية من القيادات الملتزمة بتحقيق الحرية الفردية من خلال حكومة ذات صلاحيات محدودة والسوق الحر».

## المنظمة
بدأت منظمة «الأغلبية الأمريكية» كمنظمة تابعة لمنظمة سام أدامز أليانس (Sam Adams Alliance). ورئيسها هو نيد ريون الكاتب الرئاسي السابق للرئيس جورج دبليو بوش وابن عضو الكونجرس الأمريكي الجمهوري جيم ريون. وتقدم المنظمة، التي يقع مقرها الرئيسي في بورسيلفيل، فيرجينيا، دورات تدريبية على مستوى الدولة ولديها مكاتب مزودة بالموظفين في أوكلاهوما وويسكونسن ومونتانا ورود آيلاند وفلوريدا وتكساس. وحتى ربيع عام 2011، عملت منظمة «الأغلبية الأمريكية» أيضًا في مكاتب ولايات في إلينوي وأركنساس وكنساس ومينيسوتا وميزوري.
إن منظمة «الأغلبية الأمريكية» مسجلة تحت قانون 501(c)(3) باعتبارها منظمة غير ربحية. ومن الناحية القانونية، تستطيع المنظمة الاحتفاظ بهذه الصفة فقط من خلال عدم التأييد الصريح لأي حزب أو مرشح، ذلك بالرغم من اعترافها صراحةً بآرائها المحافظة و«تحدد» المرشحين المحافظين لأعضائها.
في أكتوبر عام 2011، دعا رئيس المنظمة، نيد ريون، ميشيل باخمان إلى الانسحاب من الانتخابات الرئاسية الأولية. وكتب ريون، «من الواضح في حالة باخمان أن الحملة أصبحت لا تتعلق كثيرًا بالإصلاح بقدر ما هي جهد شخصي من جانبه للبقاء في السباق وبيع الكتب؛ إنني أعلم أنه تعليق قاسٍ، ولكنه الحقيقة».

## مكاتب الولايات

### أركنساس
حضر مارك دار، نائب حاكم ولاية أركنساس، دورة تدريبية في منظمة «الأغلبية الأمريكية» في ديسمبر 2009.

### كنساس
في الانتخابات المحلية التي أجريت في ربيع عام 2009، فاز 23 من أصل 54 مرشحًا تدربوا في المنظمة بالانتخابات. وكان من ضمن الفائزين في انتخابات خريف 2010 تيري كالواي الذي تم التعرف عليه وتدريبه في المنظمة على أمل أن يعارض موظفًا حكوميًا ليبراليًا صوّت لصالح ثاني أكبر زيادة ضريبية في تاريخ كنساس. ونجح كالواي في هزيمة منافسه الرئيسي، ثم واصل فوزه في الانتخابات العامة بالحصول على نسبة 52% من الأصوات. بالإضافة إلى ذلك، حصل مدير حملته الانتخابية على التدريب من خلال برنامج «كامبوس ماجوريتي» في المنظمة، وكذلك مديره الإلكتروني الذي أنشأ موقع كالواي الإلكتروني وتولى إدارة وسيلة إعلامه الجديدة. وقدمت منظمة «الأغلبية الأمريكية» أيضًا دورات تدريبية للناشطين في أرجاء كنساس؛ حيث شملت جوانب متعددة من النشاط السياسي، مثل الائتلافات وتنظيم الأحداث وتشكيل الحكومة في كنساس وتعرض المسؤولون الحكوميون للمساءلة وكيفية استخدام مواقع الويكي والمدونات والوسائط الاجتماعية.

### مينيسوتا
تم التعرف على مفوضة مقاطعة واشنطن ليزا ويك وتدريبها في منظمة «الأغلبية الأمريكية». وقد دربت المنظمة 37 مرشحًا من المحافظين في عام 2010.

### أوكلاهوما
في الانتخابات المحلية التي أجريت في ربيع عام 2009، فاز 17 من أصل 27 مرشحًا تدربوا في المنظمة بالانتخابات. وكان من بين الفائزين في عام 2010 جوش بريتشن، الذي حضر إحدى الدورات التدريبية لمنظمة «الأغلبية الأمريكية» في مدينة أوكلاهوما في ربيع عام 2010. وكان مرشحًا أمام السيناتور الحكومي الحالي جاي بول جوم. كذلك، تدرب مدير حملة بريتشن الانتخابية في المنظمة. وهزم بريتشن جوم برقمين ثنائيين في مقاطعة «ليتل ديكسي» في أوكلاهوما، حيث لم يفز الجمهوريون من قبل بانتخابات مجلس الشيوخ عن الولاية. وفي نفس العام، تم انتخاب 8 من أصل 12 مرشحًا من مجلس التعليم الذين دربتهم المنظمة في أوكلاهوما. علاوة على ذلك، دربت المنظمة مشرفة التعليم العام في الولاية جانيت باريسي، التي انتخبت في عام 2010.

### ويسكونسن
دربت منظمة «الأغلبية الأمريكية» بام غالاوي. ونجحت غالاوي، المبتدئة في العمل السياسي، في هزيمة زعيم الأغلبية في مجلس الشيوخ روس ديكر، الذي كان عضوًا لخمس دورات، بفارق 10 نقاط.
شجعت منظمة «الأغلبية الأمريكية» الاحتجاجات المؤيدة لـسكوت ووكر في ويسكونسن، ونظمت الاجتماع الجماهيري «أنا أؤيد ووكر» (I Stand With Walker) في ماديسون، ويسكونسن في فبراير 2011.

### تكساس
حضر لفتنانت كولونيل براين بيردويل إحدى الدورات التدريبية للمرشحين في المنظمة في صيف عام 2009 وتم تشجيعه على الحصول على منصب عام على مستوى الولاية. وقد فاز بانتخابات شرسة على منصب سيناتور الولاية في عام 2010 أمام مرشح التيار المفضل، هذا فضلاً عن أن العديد من المتطوعين في حملته الانتخابية تدربوا في ورش عمل الناشطين السياسيين في منظمة «الأغلبية الأمريكية».

## الأنشطة

### التدريب
إن هدف المنظمة الأساسي هو التدريب. وتقدم ثلاثة «مسارات» تضم النشطاء السياسيين والمرشحين وطلاب الجامعة، وتسعى منظمة «الأغلبية الأمريكية» إلى تحويل حركة حفلة الشاي من حركة احتجاجية إلى حركة ذات نشاط سياسي محلي. وتشمل الدورات التدريبية العديد من الموضوعات المتنوعة بدءًا من تاريخ النظام السياسي الأمريكي إلى طرق فعالة لإدارة حملة انتخابية عبر الإنترنت. ومن الموضوعات المتكررة في الدورات التدريبية التي تقدمها المنظمة فكرة أن الحصول على الصوت الانتخابي وجهود التواصل الاجتماعي من المحافظين متأخرة عن هؤلاء الذين ينتمون للمجموعات السياسية الأكثر ميلاً لليبرالية، وكذلك الحاجة إلى محاولة التوافق مع أفضل الممارسات.
في يوليو 2011، أعلنت منظمة «الأغلبية الأمريكية» عن أول مبادرة على الإطلاق، وهي "قنبلة التدريب" (Training Bomb) في يوم الدستور، التي أُعلن عنها في 17 سبتمبر 2011. ويعتمد مفهوم هذه المبادرة على إستراتيجية "قنبلة النقود" المشهورة المتعلقة بجمع الأموال التي استخدمها مرشحون سياسيون من أمثال رون بول، حيث يطلب من المتبرعين المساهمة بالأموال للوصول إلى مبلغ مالي مستهدف في يوم واحد. وتهدف المنظمة من خلال تطبيق هذا المفهوم بما يتماشى مع وظيفتها الأساسية إلى تدريب مئات النشطاء والمرشحين على مستوى ثلاث عشرة مدينة في نفس اليوم. وأطلق رئيس منظمة «الأغلبية الأمريكية» نيد ريون" على قنبلة التدريب اسم "أكبر يوم تدريبي للنشطاء المحافظين على الإطلاق".
وبدءًا من مايو 2012، ذكرت المنظمة أنها أقامت 639 فعالية ودربت 22221 ناشطًا و2090 مرشحًا.

### الوسائط الاجتماعية
تستفيد المنظمة من الوسائط الاجتماعية في نشر آرائها ومعلوماتها الانتخابية، كما تنشر وثائق لمتابعيها توضح أساسيات الوسائط الاجتماعية. بالإضافة إلى أنها تقدم إرشادات حول كيفية استخدام تويتر والفيس بوك في أغراض سياسية.

### مشروع القادة الجدد
في 16 نوفمبر 2010، أعلنت منظمة «الأغلبية الأمريكية» عن مشروع القادة الجدد "New Leaders Project". وتسعى المنظمة من خلال العمل مع قادة حركة حفلة الشاي المحليين إلى التعرف على 10000 قائد جديد وتدريبهم بحلول انتخابات 2012.

### ناسكار
إن «سباق الأغلبية الأمريكية» (American Majority Racing) هو برنامج وطني لمنظمة «الأغلبية الأمريكية». وقد صمم البرنامج لاستهداف الملايين من معجبي ناسكار في محاولة لإشراكهم في العملية الانتخابية. ومن خلال الاشتراك مع سائق سباق الناسكار جيسون باولز والسيارة #81 التابعة لفريق ماكدونالد موتور سبورتس في موسم سلسلة سباقات ناسكار 2012 على مستوى الدولة، فقد صمم برنامج «سباق الأغلبية الأمريكية» لتثقيف الأمريكيين عن أن الحكومات الصغيرة والإنفاق القليل هما من سيحافظان على «بقاء أمريكا حرة»."American Majority Racing". 2012. مؤرشف من الأصل في 2019-11-03. اطلع عليه بتاريخ 2012-05-30.

## وصلات خارجية
- American Majority's Official Website
- Matt Robbins of American Majority on The George Jarkesy Show